# Fischer Black
Fischer Sheffey Black (11 de enero de 1938 - 30 de agosto de 1995) fue un economista estadounidense, más conocido como uno de los autores de la famosa ecuación de Black-Scholes. 

## Formación y ámbitos de actividad
Black se graduó en el Harvard College en 1959 y recibió un Ph.D. en matemáticas aplicadas de la Universidad de Harvard en 1964. Inicialmente fue expulsado del programa de doctorado debido a su incapacidad para resolver un tema de tesis, habiendo cambiado de física a matemática, luego a computadoras e inteligencia artificial. Black se unió a la consultora Bolt, Beranek y Newman, trabajando en un sistema de inteligencia artificial. Pasó un verano desarrollando sus ideas en la corporación RAND. Se convirtió en alumno del profesor de lMIT Marvin Minsky, y más tarde pudo presentar su investigación para completar el doctorado de Harvard. 
Black se unió a Arthur D. Little, donde entró en contacto por primera vez con la consultoría económica y financiera y donde conoció a su futuro colaborador Jack Treynor. En 1971, comenzó a trabajar en la Universidad de Chicago. Más tarde abandonó la Universidad de Chicago en 1975 para trabajar en el MIT Sloan School of Management. En 1984, se unió a Goldman Sachs, donde trabajó hasta su muerte. 

## Carrera económica
Black comenzó a pensar seriamente sobre la política monetaria alrededor de 1970 y encontró, en este momento, que el gran debate en este campo era entre keynesianos y monetaristas. Los keynesianos (bajo el liderazgo de Franco Modigliani) creen que hay una tendencia natural de los mercados crediticios hacia la inestabilidad, hacia el auge y la caída, y asignan roles de política fiscal y monetaria para atenuar este ciclo, trabajando hacia la meta de una política sin problemas de crecimiento sostenible.  Desde el punto de vista keynesiano, los banqueros centrales tienen que tener poderes discrecionales para cumplir adecuadamente su papel. Los monetaristas, bajo el liderazgo de Milton Friedman, creen que el banco central discrecional es el problema, no la solución. Friedman creía que el crecimiento de la oferta monetaria podría y debería establecerse a una tasa constante, digamos un 3% anual, para acomodar un crecimiento predecible en el PIB real. 

Sobre la base del modelo de valoración de activos de capital, Black concluyó que la política monetaria discrecional no podía hacer el bien que los keynesianos querían que hiciera. Pero también concluyó que no podía hacer el daño que temían los monetaristas. Black dijo en una carta a Friedman, en enero de 1972: 
 En la economía de los Estados Unidos, gran parte de la deuda pública se encuentra en forma de letras del Tesoro. Cada semana, algunas de estas facturas vencen y se venden nuevas. Si el Sistema de la Reserva Federal intenta inyectar dinero en el sector privado, el sector privado simplemente se dará la vuelta y cambiará su dinero por bonos del Tesoro en la próxima subasta. Si la Reserva Federal retira dinero, el sector privado permitirá que algunos de sus bonos del Tesoro maduren sin reemplazarlos. 
 En 1973, Black, junto con Myron Scholes, publicaron el documento "El precio de las opciones y los pasivos corporativos" en "<i>The Journal of Political Economy</i>".  Este fue su trabajo más famoso e incluyó la ecuación de Black-Scholes. 
En marzo de 1976, Black propuso que el capital humano y las empresas tienen "altibajos que son en gran medida impredecibles [...] debido a la incertidumbre básica sobre lo que las personas querrán en el futuro y sobre lo que la economía podrá producir en el futuro. Si se conocieran los gustos y la tecnología futuros, las ganancias y los salarios crecerían sin problemas y de manera segura con el tiempo".  Un boom es un período en que la tecnología coincide con la demanda. Una recesión es un período de desajuste. Esta visión hizo que Black contribuyera tempranamente a la teoría del ciclo económico real . 
El economista Tyler Cowen ha argumentado que el trabajo de Black sobre la economía monetaria y los ciclos económicos puede usarse para explicar la Gran Recesión.
Los trabajos de Black sobre teoría monetaria, ciclos de negocios y opciones son parte de su visión de un marco unificado. Su enfoque aparece en las siguientes frases: 
Me gustan tanto la belleza y la simetría en los modelos de equilibrio del Sr. Treynor que comencé a diseñarlos yo mismo. Trabajé en modelos en varias áreas: Teoría monetaria, ciclos económicos, opciones y warrants. Durante 20 años, he estado luchando por mostrarle a la gente la belleza de estos modelos para transmitir el conocimiento que recibí del Sr. Treynor. En la teoría monetaria, la teoría de cómo el dinero está relacionado con la actividad económica, todavía estoy luchando.  En la teoría del ciclo económico, la teoría de la fluctuación en la economía, sigo luchando. En opciones y garantías, sin embargo, la gente ve la belleza.  

 Se puede demostrar que las técnicas matemáticas desarrolladas en la teoría de la opción pueden extenderse para proporcionar un análisis matemático de la teoría monetaria y los ciclos económicos también.

## Enfermedad y muerte
A principios de 1994, a Black le diagnosticaron cáncer de garganta. La cirugía al principio pareció exitosa, y Black estuvo lo suficientemente bien como para asistir a la reunión anual de la Asociación Internacional de Ingenieros Financieros en octubre, donde recibió su premio como Ingeniero Financiero del Año. El cáncer regresó y Black murió en agosto de 1995.

## Reconocimiento póstumo
El Premio Nobel no se otorga a título póstumo, por lo que no fue otorgado a Black en 1997 cuando su coautor Myron Scholes recibió el honor por su trabajo de referencia en el precio de las opciones junto con Robert C. Merton, otro pionero en el desarrollo de la valoración de acciones. opciones En el anuncio del premio ese año, el comité del Nobel mencionó prominentemente el papel clave de Black. 
Black también ha recibido el reconocimiento como coautor del modelo de derivados de la tasa de interés Black-Derman-Toy, que fue desarrollado para su uso interno por Goldman Sachs en la década de 1980, pero finalmente se publicó. También fue coautor del modelo Black-Litterman sobre la asignación de activos globales en Goldman Sachs. 
El Consejo Asesor de The Journal of Performance Measurement incorporó a Black al Salón de la Fama de Performance & Risk Measurement en 2017. El anuncio aparece en la edición de invierno 2016/2017 de la revista. El Salón de la Fama reconoce a las personas que han hecho contribuciones significativas al rendimiento de la inversión y la medición de riesgos.

## Premio Fischer Black
En 2002, la American Finance Association estableció el Premio Fischer Black bienal.  El premio se otorga a un joven investigador cuyo cuerpo de trabajo "ejemplifique mejor el sello de Fischer Black de desarrollar una investigación original que sea relevante para la práctica financiera".
El premio inaugural se presentó en 2003 y los destinatarios han sido: 
- Raghuram G. Rajan, 2003. Para el trabajo sobre "el papel de las instituciones en las finanzas y sus efectos en el crecimiento económico".[9]
- Toby Moskowitz, 2007.  Por "el uso ingenioso y cuidadoso de los nuevos datos disponibles para abordar cuestiones fundamentales en finanzas".[10]

- Harrison G. Hong, 2009.
- Xavier Gabaix, 2011.
- Ulrike Malmendier, 2013.
- Yuliy Sannikov, 2015.
- Amir Sufi, 2017.
- Ralph Koijen, 2019.

No se anunció ningún ganador en 2005.